# 殷拓集团
殷拓集团（英語：EQT PARTNERS）是一家瑞典私募股权投资公司。

## 历史
瑞典银瑞达集团于1994年创立。殷拓创始人兼总经理为柯尼·约翰逊（Conni Jonsson）。公司目前管理10个基金，共约466亿美元资金為歐洲第二大私募股權投資公司。2019年9月24日在斯德哥尔摩证券交易所掛牌上市。
2019年10月8日雀巢以102億瑞士法郎的價格（約合103億美元）將雀巢皮膚健康業務Nestlé Skin Health S.A出售給殷拓集團和阿布扎比投資局（ADIA）的全資子公司牽頭的財團，出售完成後，雀巢旗下不再擁有皮膚健康業務，同時，該業務重新更名為高德美。